# Fabiano Ferreira
Fabiano Ferreira (27 gennaio 1998) è un nuotatore artistico brasiliano.

## Biografia
E' apertamente omosessuale. La sua squadra di club è il Fluminense Football Club.
È stato convocato ai campionati sudamericani di nuoto di Buenos Aires 2021, nel corso dei quali ha vinto la medaglia di bronzo nel duo misto.
Ha partecipato ai mondiali di Budapest 2022, dove si è classificato 8º nel duo misto programma libero e 9º nel programma tecnico, con la connazionale Gabriela Regly.

## Palmarès
- Campionati sudamericani di nuoto

Buenos Aires 2021: bronzo nel duo misto: